# زیرکونیم (IV) سیلیکات
زیرکونیم(IV) سیلیکات (به انگلیسی: Zirconium(IV) silicate) یک ترکیب شیمیایی با شناسه پاب‌کم ۶۱۷۷۵ است. که جرم مولی آن ۴۴۸٫۴۱ g/mol می‌باشد. شکل ظاهری این ترکیب، بلورهای بی‌رنگ است.